# 에조산개구리
에조산개구리(학명: Rana pirica 라나 피리카[*])는 무미목 개구리과 개구리속에 딸린 개구리의 일종이다.

## 분포
일본 북해도와 그 부속도서(리시리섬・오쿠시리섬・레분섬・쿠나시르섬・이투루프섬・시코탄섬), 그리고 러시아 사할린섬에 분포한다.:72-77
북해도에 서식하는 재래종 개구리는 본종과 청개구리 두 종 뿐이다.

## 분류
과거 유럽에 서식하는 북방산개구리의 아종으로 여겨졌고, 이후에는 산개구리와 동종 혹은 아종으로 여겨졌다. 그러나 염색체 수로부터 독립종인 것이 밝혀져 1991년 정식으로 새 학명을 부여받았다.:74-75
학명의 종소명은 아이누어로 “아름답다”는 의미인 “피르카(pirka)”를 일본어로 음차한 것이다.:72-77